# Dorothy Holman
Edith Dorothy Holman (Kilburn, 18 de julho de 1883 - 1968) foi uma tenista britânica. Medalhista olímpica de prata em simples e duplas, em 1920.

## World championships finais

### Simples (2 títulos)
| Ano  | Campeonato                        | Oponente                 | Placar   |
| 1919 | World Covered Court Championships | Germaine Regnier Golding | 6–3, 6–4 |
| 1920 | World Hard Court Championships    | Francisca Subirana       | 6–0, 7–5 |